# 海岸寺 (北杜市)
海岸寺（かいがんじ）は、山梨県北杜市須玉町上津金にある臨済宗妙心寺派の寺院。山号は津金山。本尊は釈迦如来。甲斐百八霊場第71番札所。

## 概要
寺伝によれば、養老元年（717年）、行基が庵を建立したのが海岸寺の創建とされており、天平9年（737年）には、聖武天皇より｢光明殿｣の勅額を賜ったという。
さらに新羅三郎義光が京から玄観律師を迎え鎮護国家の道場とし、子の武田義清も寺領を寄進し、義光の菩提を弔ったという。また応安年間（1368年 - 1375年）には武田信清の孫清武が鎌倉の建長寺から石室善玖を招き、律宗から臨済宗へと改宗した。
天正10年（1582年）に甲斐国に攻め込んできた織田信長軍の甲州征伐の兵火により堂宇は焼き払われた。その翌年の天正11年（1583年）に徳川家康が寺領を寄進し、再興され、慶長8年（1603年）には、天下安寧の祈願所とされた。
しかし、山火事により堂塔は全焼した。その後、寛文7年（1667年）に即応宗智が中興し、臨済宗建長寺派から妙心寺派に改宗した。
観音堂の千手観世音菩薩は、行基が創建した際に観音平に出現したことから「光明観音」とも称され、甲斐国三十三観音霊場の札所本尊として信仰を集めた。
また、海岸寺は旧寺号を「津金寺」と称していたことから、長野県立科町にある津金寺と長野県佐久穂町にある津金寺（千手院）と共に「日本三津金寺」の1か寺となっている。

## 伽藍
- 本堂
- 庫裡
- 観音堂
- 経蔵
- 鐘楼
- 仁王門
- 百体観音

境内には石仏師守屋貞治が制作した、西国三十三所・坂東三十三箇所・秩父三十四箇所の各観音霊場の百観音の石仏が安置されている。

## 文化財
重要文化財（国指定）
- 木造千手観音立像 - 1931年盗難[2]

## 御詠歌
補陀落は
余所にはあらじ
津金なる
大悲も深き
海の岸寺

## 前後の札所
甲斐国三十三観音霊場
12 金剛寺　--　13 海岸寺　--　14 長谷寺
甲斐百八霊場
70 正覚寺　--　71 海岸寺　--　72 清光寺